# Produção de sedimentos
A produção de sedimentos é perda de solo por erosão, que constitui a área fonte do sedimentos em uma bacia hidrográfica, se traduz por uma certa produção de sedimentos da bacia, ou seja, a quantidade de sedimentos que sai ou fica retida dentro da área da bacia.
Está produção de sedimentos pode ser bruta, expressa em metros cúbicos ou em toneladas, quando referida à área da bacia, como produção específica, em m3 ou t/km²/ano.
A produção de sedimentos acontece através da associação de eventos, naturais e, principalmente, antrópicos, que ocorrem por meio de um processo de dinâmica superficial do solo, envolvendo as seguintes etapas: Terraplenagem- técnica de criação de loteamentos ou preparação de terrenos para algum tipo de uso e ocupação do solo, geralemnte e feita por meio do uso de tratores que criam um corte ou raspagem dos terrenos. Intemperismo químico ou físico. Erosão, linear ou lâminar. Transporte de sedimentos. Deposição de sedimentos, sedimentação e assoreamento, e reentalhe do "pacote" ou volume cúbico dos sedimentos depositados e assoreados.
É importante considerar o volume de sedimentos produzidos que tendem a sair (volumes transferidos ou liberados para outras bacias ou reservatórios de maior porte) ou a ficar retidos na bacia hidrográfica pois, uma vez liberados para outras bacias hidrográficas, os sedimentos (constituídos de argila, silte, areias, pedregulhos, artefatos humanos como pedaços de plástico, borrachas, vidros, madeiras, metais, etc) tendem a ser transportados, principalmente, pelos cursos d´água, redes de drenagem construídas pelo ser humano (redes de esgotos, canais, bocas-de-lobos, etc) e, depositados nos fundos de Vales, especialmente nas margens de rios, córregos e também nas margens e no fundo de lagos, represas e reservatórios de água para abastecimento público ou geração de energia elétrica, onde constituem a formação de Depósito tecnogênico ou de Assoreamento.
A existência dos depósitos de assoreamneto ou tecnogênicos implicam grandes custos fincanceiros aos cofres públicos e, portanto, à sociedade. A ocorrência do processo de produção de sedimentos pode ocasionar em redução do volume de armazenamento de água no canal dos córregos, rios, lagos, reservatórios ou represas e, isso, implica falta d'água para a população e para a geração de energia elétrica. Além desse grave impacto, um provável aumento nas taxas de produção de sedimentos, é capaz de desequilibriar todo um geossistema como por exemplo, as relações naturais que ocorrem entre os elementos da natureza que caracterizam a área de uma bacia hidrográfica.
O problema ocorre quando verifica-se o aumento das taxas de produção de sedimentos decorrente do processo histórico-geográfico de expansão das áreas urbanas e rurais. Porém, no caso das áreas urbanas, os impactos têm sido mais graves em razão de serem gerados por expansão da mancha urbana sobre áreas ou terrenos elevados, ao redor de extensas planícies, onde geralmente situam-se milhares de nascentes de córregos e rios além da presença de solos mais sujeitos a serem erodidos com maior facilidade, principalmente quando a cobertura vegetal é bruscamente retirada, para dar lugar a implantação de loteamentos urbanos que virarão bairros, sejam planejados e regulamentados ou não. O fato é que quando é empregado a técnica da terraplenagem, feito por tratores para aplainar terrenos ondulados, há a possibilidade da raspagem do solo e também de partes mais superficiais de rochas.
Parte do material raspado pelos tratores, são transportados e, às vezes, despejados em terrenos preparados para o recebimento de entulho e em terrenos não próprios como por exemplo, nas margens ou em encostas de córregos e rios de uma microbacia hidrográfica. Este descuido, produz a formação de aterros que junto aos terrenos terraplenados, transformam-se em grandes forncedores de sedimentos que poderão ser transportados para o fundo do Vale, colocando todo o curso d'água e a bacia hidrográfica em intensa transformação geoambiental, criando um desequílibrio referente à captação e escoamento das águas.
Um dos imapctos é a formação de depósitos de assoreamento. O interessante é que parte dos sedimentos produzidos e transportados, pode ser retido ou liberado para outras bacias hidrográficas de maior porte, e transferir um problema para regiões mais distantes.
Na Região Metropolitana de São Paulo - RMSP, por exemplo, a situação se agrava no seu entorno, onde estão regiões mais elevadas justamente que passam por processos de loteamentos desde alto padrão econômico até a constituição de áreas livres, desprovidas de qualquer infra-estrutura. Seus principais rios, o Tietê e Pinheiros, chegam a acumular cerca de 5.000.000 m3 de sedimentos ao ano o que exige dos cofres púlbicos valores acima de 70 milhões de reais para reparar danos e recuperar o fluxo das águas provenientes do despejo de redes de esgotos sem Estações de Tratamento da Água instaladas - ETA, dos córregos e nascentes que estão nas regiões do entorno da Grande São Paulo, onde o problema tende a se agravar nas próximas décadas, em razão da falta de estudos prévios para se realizar um novo loteamento; por causa da inclinação dos terrenos, dos tipos de solos, do índices pluviométricos entre 1200 a 1600 mm ao ano, por modificarem totalmento a geomorfologia local, destruir a vegetação e os seres vivos e, principalmente, por serem terrenos com grandes mananciais considerados fundamentais para o abastecimento hídrico da região que possui hoje um número estimado de 20 milhões de habitantes e é o maior pólo urbano, industrial e comercial do país.
Estima-se que as áreas urbanas possam produzir entre 10 a 200 vezes mais do que as áreas rurais cujo uso e ocupação do solo esteja sendo desenvolvida por atividades econômicas ligadas ao setor primário da economia.
Portanto, um aumento das taxas de produção de sedimentos pode indicar uma sequência de desequilíbrios geoambientais e que por isso, requer por parte dos órgãos competentes, maior cautela e mais investimentos em pesquisas científicas para se facilitar e fiscalizar o planejamento do processo de expansão urbana e também rural.